# Mělník (stacja kolejowa)
Mělník – stacja kolejowa w Mielniku, w kraju środkowoczeskim, w Czechach. Jest ważnym węzłem kolejowym o znaczeniu regionalnym. Znajduje się na wysokości 175 m n.p.m.
Jest zarządzana przez Správę železnic. Na stacji znajdują się kasy biletowe, na których istnieje możliwość zakupu biletów na wszystkie pociągi w tym międzynarodowe oraz rezerwacji miejsc.

## Linie kolejowe
- 072 Lysá nad Labem - Ústí nad Labem západ
- 076 Mladá Boleslav - Mělník